# 诺特海姆
诺特海姆（德語：Northeim，發音：[ˈnɔʁthaɪm] ⓘ）是德国下萨克森州诺特海姆县的城市，也是诺特海姆县的县治，面积145.85平方千米，2023年12月31日人口为29,337人。